# 5 NY
5 NY war ein Musikprojekt von Michael Münzing und Luca Anzilotti. Die Protagonisten hießen Marina Benedict, Sean Christensen, Jeff Mendelsohn, Coleen Sexton und Bryan West.

## Biografie
Münzing produzierte zusammen mit Luca Anzilotti, mit dem er schon für Snap!, 16 BIT, OFF und andere erfolgreiche Acts zusammengearbeitet hatte, 1998 mehrere Titel für ein Quintett aus jungen Popsängern, das den Namen „5 NY“ bekam. Nachdem Finally weitgehend unbeachtet geblieben war, konnte sich der Titel Open Your Eyes, der die Kampagne Gesicht 98 begleitete, in den deutschen Singlecharts platzieren: er hielt sich ein knappes viertel Jahr in den deutschen Airplaycharts. Als die dritte Single Spirit Song erfolglos blieb, war das Projekt 5 NY nach nur einem Jahr beendet.

## Diskografie

### Singles und EPs
- 1998: Finally
- 1998: Open Your Eyes
- 1998: Open Your Eyes Remixes
- 1998: Spirit Song
- 1998: Destynation (Promo-CD mit 5 Liedern)

### Alben
- 1998: Destynation

## Marketing
Begleitet wurde das Marketing für 5 NY durch die TV-Produktion 5NY – Heiß auf Erfolg (OT: 5NY – The Spirit), welche am 20. September 1998 bei RTL II ausgestrahlt wurde.
Des Weiteren bestand es eine Promotion-Zusammenarbeit mit BMW.